# Federación Saharaui de Fútbol
La Federación Saharaui de Fútbol (FSF) (en árabe: الاتحاد الصحراوي لكرة القدم‎) es el cuerpo que gobierna el fútbol en la República Árabe Saharaui Democrática. La federación se estableció en 1989 y tiene su sede en la ciudad de El Aaiún. La federación también controla la Selección de fútbol del Sáhara Occidental. La Federación Saharaui de Fútbol también organiza la Copa de la República Saharaui.

## Afiliación internacional
La Federación Saharaui de Fútbol no está afiliada a la Confederación Africana de Fútbol (CAF) ni a la FIFA. En diciembre de 2003 la Federación Saharaui de Fútbol se afilió provisionalmente al N.F.-Board. El N.F.-Board se estableció en diciembre de 2003 y actuaba como una federación de federaciones de fútbol nacionales que no habían sido reconocidos aún por la FIFA. La federación también organizó la Copa Mundial VIVA, una competición que la RASD llegó a presentarse una vez.
El 25 de marzo de 2012, el entonces ministro para la Juventud y Deportes de la República Árabe Saharaui Democrática, Mohamed Moulud Mohamed Fade, anunció la creación de la Selección de fútbol del Sahara Occidental, por decisión propia de los jugadores del equipo, declarando que, "La razón por de su ausencia en las competiciones de fútbol africanas se debe al no estar afiliada a la Confederación Africana de Fútbol." El equipo nacional luego participó en la Copa Mundial VIVA 2012. Debido a la presión desde Marruecos, los anfitriones del torneo, Kurdistán no mostró la bandera saharaui durante la competición.
En enero de 2013, el N.F.-Board se clausuró y fue reemplazada por la Confederación de Asociaciones Independientes de Fútbol (ConIFA). La RASD se unió a la ConIFA, pero el equipo nacional saharaui no ha participado en ninguno de las Copas Mundiales de Fútbol de ConIFA organizadas por la organización.